# جی‌فیس
جی‌فیس (به انگلیسی: JFace) توسط پروژهٔ اکلیپس «به عنوان یک بستهٔ ابزار واسط کاربر که کلاس‌های کمک‌کننده جهت توسعهٔ قابلیت‌های واسط کاربر که پیاده‌سازی آنها می‌تواند خسته‌کننده باشد ارائه می‌کند» تعریف شد.

## نمونه
برنامهٔ زیر یک برنامهٔ سادهٔ سلام دنیا است که از جی‌فیس استفاده می‌کند.
```
import
 
org.eclipse.jface.window.ApplicationWindow
;

import
 
org.eclipse.swt.SWT
;

import
 
org.eclipse.swt.widgets.*
;

public
 
class
 
HelloWorld
 
extends
 
ApplicationWindow
 
{

  
public
 
static
 
void
 
main
(
String
[]
 
args
)
 
{

    
new
 
HelloWorld
().
run
();

  
}

  
public
 
HelloWorld
()
 
{

    
super
(
null
);

  
}

  
public
 
void
 
run
()
 
{

    
setBlockOnOpen
(
true
);

    
open
();

    
Display
.
getCurrent
().
dispose
();

  
}

  
protected
 
Control
 
createContents
(
Composite
 
parent
)
 
{

    
Label
 
label
 
=
 
new
 
Label
(
parent
,
 
SWT
.
CENTER
);

    
label
.
setText
(
"Hello, World"
);

    
return
 
label
;

  
}

}

```